# Distretto di Amuru
Il distretto di Amuru è un distretto dell'Uganda, situato nella Regione settentrionale.